# 341 TCN
341 TCN là một năm trong lịch La Mã.